# San Agustín, Choluteca
San Agustín är en ort i Honduras.   Den ligger i departementet Choluteca, i den södra delen av landet, 100 km söder om huvudstaden Tegucigalpa. San Agustín ligger 96 meter över havet och antalet invånare är 938.
Terrängen runt San Agustín är kuperad åt nordost, men åt sydväst är den platt. Runt San Agustín är det ganska tätbefolkat, med 179 invånare per kvadratkilometer. Närmaste större samhälle är Ciudad Choluteca, 13,7 km nordväst om San Agustín. 